# 那珂川町営バス
那珂川町営バス（なかがわちょうえいバス）は、栃木県那珂川町がかつて運行していたコミュニティバス。2011年3月31日限りで運行を終了した。

## 路線

### 町営バス
旧馬頭町営バス。自治体バス。
- 馬頭大那地線（道の駅 - 馬頭総合福祉センター - 大内 - 脇郷 - 玉山 - 大那地五輪場）
- 馬頭大山田線（道の駅 - 馬頭総合福祉センター - 大山田 - 上郷 - 工沢）
- 馬頭小砂小口線（那珂川町役場本庁 - 馬頭総合福祉センター - 下田町 - 北向田 - 小口 - 小砂 - 和見 - 馬頭総合福祉センター - 下田町（右回り・左回り有り））
- 馬頭矢又富山線（鷲子山入口 - 矢又集会場前 - 馬頭総合福祉センター - 下田町 - 富山公民館前 - 馬河内 - 富山 - 弥太郎内）
- 馬頭谷川盛泉線（馬頭総合福祉センター - 谷川 - 入郷 - 盛泉）

### コミュニティバス「にこにこバス」
旧小川町営バス。緑色のバスとピンク色のバスが路線別に運行される。運行委託先はやしお観光バス。
緑色のバス
- 浄法寺線（まほろばゆうゆう園 - 関場 - 浄法寺橋）
- 芳井線（上芳井 - まほろばゆうゆう園）
- リオン・ドール経由芳井線（まほろばゆうゆう園 - 薬利小入口 - 上芳井）
- 幼稚園経由北廻り線（まほろばゆうゆう園 - 上芳井 - 浄法寺 - 小川幼稚園 - まほろばゆうゆう園）

ピンク色のバス
- 小梨線（小梨 - まほろばゆうゆう園）
- リオン・ドール経由小梨線（まほろばゆうゆう園 - 栄町（小川小西） - 小梨）
- 小川南線（まほろばゆうゆう園 - 長泉寺前 - まほろばゆうゆう園）
- 幼稚園経由南回り線（まほろばゆうゆう園 - 長泉寺前 - 小梨 - 小川幼稚園 - まほろばゆうゆう園）